# Briest (Adelsgeschlecht)

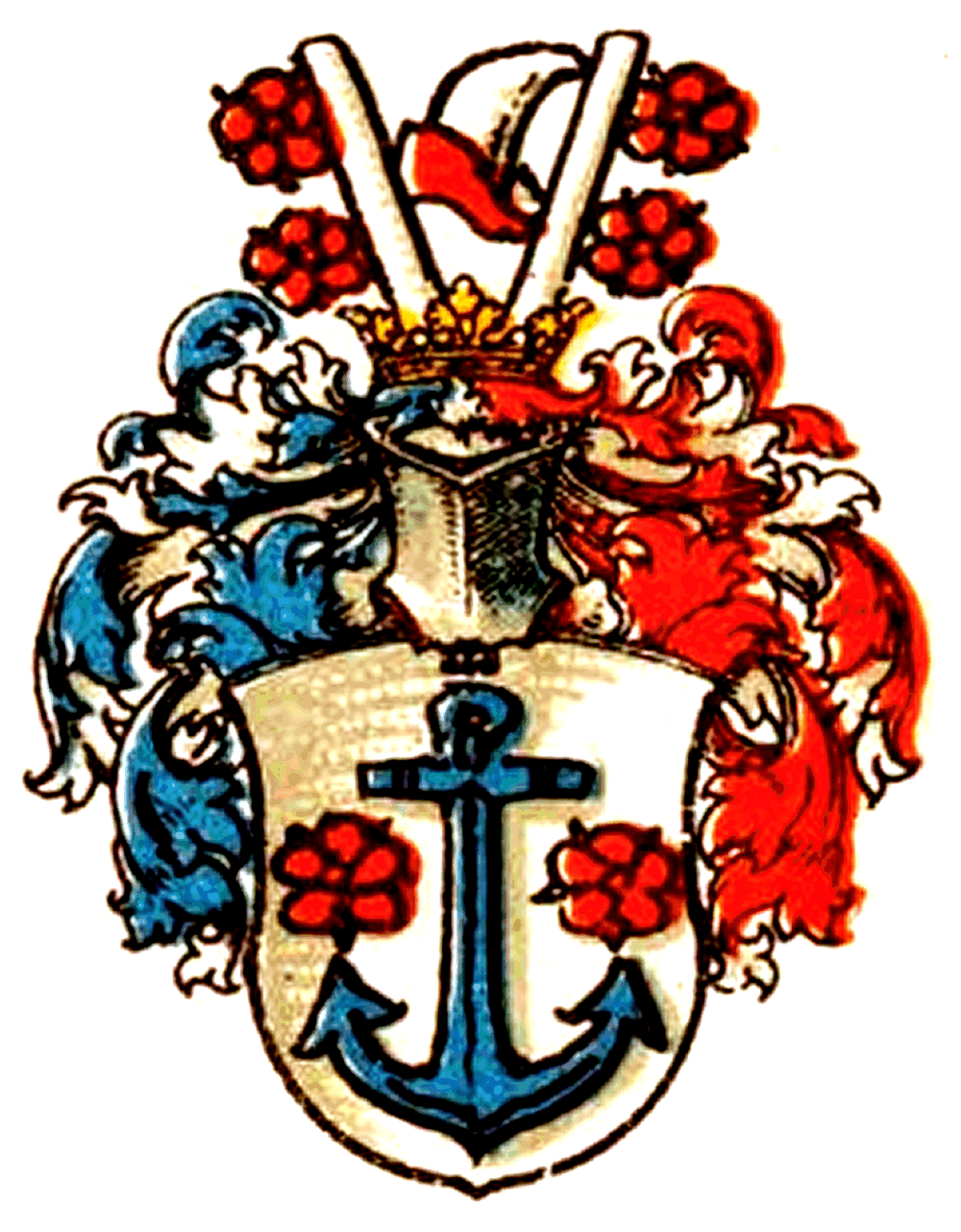
Wappen derer von Briest

Briest ist der Name eines alten, erloschenen, magdeburgischen Adelsgeschlechts, das sich frühzeitig auch in Brandenburg ausbreitete.

## Geschichte
Das Geschlecht erschien urkundlich erstmals zwischen 1368 und 1380 mit den Knappen Heinrich, Klaus und Gebhard von Briest. Das Stammhaus Briest war das gleichnamige Gut im ehemaligen Landkreis Jerichow II, in welchem Bähne schon 1446 und Schmetzdorf 1477 der Familie zustanden. In West-Havelland besaß das Geschlecht bereits 1451 Premnitz. Die Güter Bamme und Nennhausen blieben von 1682 bis zum Erlöschen des Stammes 1822 in der Familie. Die Familie hinterließ Spuren in der Historie und erbaute Schloss Nennhausen. Bauherr war Georg Christoph von Briest.

## Wappen
Das Wappen zeigt in Silber einen blauen Anker zwischen zwei roten Rosen. Auf dem Helm mit rot-silbernen Decken eine nach hinten abhängende, rot gestulpte silberne Mütze zwischen zwei dürren natürlichen Baumästen, die außen je mit zwei gestielten roten Rosen besteckt sind.

## Namensträger
- Jakob Friedrich von Briest (1695–1768), preußischer Generalmajor

Dessen Bruder August Siegmund von Briest (1702–1771) war mit Augusta Dorothea Louise Cordula von Rohr (1709–1768) verheiratet. Deren Sohn war der letzte des Geschlechts:
- Philipp Friedrich August Wilhelm von Briest (1749–1822), Rittmeister a. D.

er hatte drei Töchter:
- - Caroline Philippine (1773–1831), verheiratet I) mit Adolf Ludwig Rochus von Rochow (1770–1799), II) mit Friedrich Baron de la Motte Fouqué (1777–1843)
  - Karoline Friederike Auguste von Briest (1804– nach 1818)
  - Friedrike Klara Charlotte (1806–1885)

Theodor Heinrich von Rochow, ein Enkel Philipp Friedrich August Wilhelms von Briest, erhielt am 20. April 1816 die Genehmigung zur Mitführung des Briestschen Namens. Da seine Ehe jedoch ohne Söhne blieb, erlosch mit seinem Tode am 19. April 1854 der Name endgültig.

## Sonstiges
Theodor Fontane gab seinem Roman den Namen Effi Briest. Als Vorfahre der imaginären Heldin wird dort jedoch ausdrücklich der Landrat Jakob Friedrich von Briest (1631–1703) genannt, von dem es im Achten Kapitel heißt, er sei jener Briest, „der am Tag vor der Fehrbelliner Schlacht den Überfall von Rathenow ausführte“.